# Unterstammheim
Unterstammheim est une ancienne commune suisse du canton de Zurich. Le 1er janvier 2019, elle est absorbée par la commune nouvellement créée de Stammheim.

Photo aérienne (1948).